# Museo de Sitio de Higueras
El Museo de sitio de Higueras está localizado en Vega de Alatorre, Veracruz, en México. Fue inaugurado en agosto de 1986.

## Descripción
El museo se enfoca en la cultura totonaca. En este museo se exhibe un grupo de réplicas de la pintura mural que se halló en la pirámide de Higueras, debido a que los originales se encuentran en el Museo de Antropología de Xalapa. También se exhiben piezas arqueológicas que fueron recolectadas en distintas épocas. Se pueden apreciar utensilios de piedra como metates y morteros.
El museo se encuentra cerca de la Zona arqueológica Las Higueras. Es un sitio de una gran importancia en la cultura totonaca, lo que más se destaca de este lugar son sus murales. En estos murales se pueden apreciar las ceremonias totonacas, su vida cotidiana en las costas y su cultura.